# Prospero Fontana

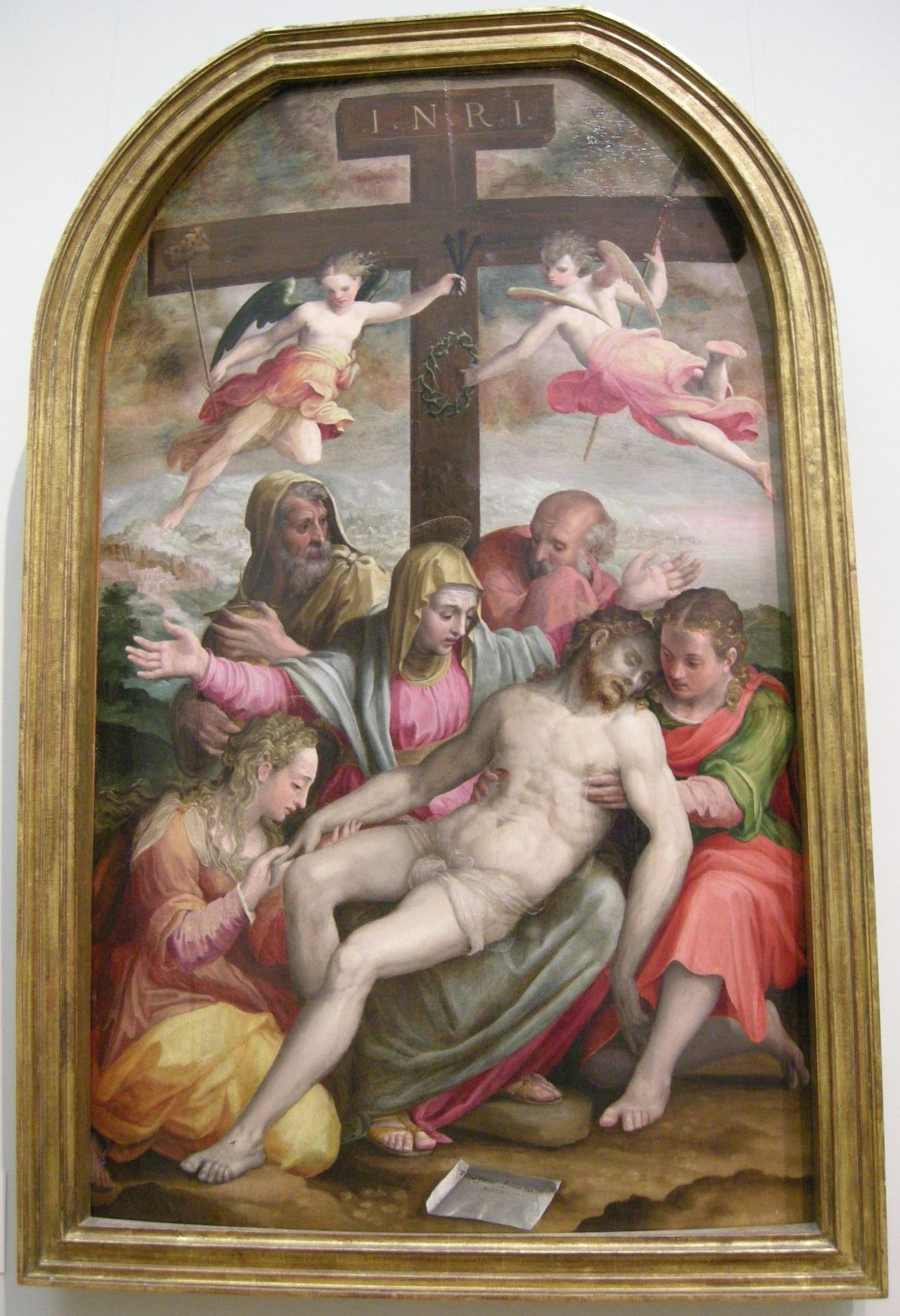
La Deposizione, 1563

Prospero Fontana (Bologna, 1512 – Bologna, 1597) è stato un pittore italiano, di stile manierista.

## Biografia
Dopo un prolungato “praticantato” come assistente di vari pittori manieristi, Prospero Fontana aprì a Bologna una scuola che ebbe un ruolo notevole nella maturazione della pittura emiliana nella seconda metà del XVI secolo. Sul finir della carriera, tuttavia, fu letteralmente eclissato dai cugini Carracci che si erano formati proprio presso la sua scuola. Fontana fu un eccellente ritrattista (abilità che trasmise alla figlia Lavinia) e come tale fu presentato da Michelangelo a Giulio III, divenendo uno dei pittori preferiti del pontefice, «che lo stipendiò fra' pittor palatini. Servì anco i tre successori di Giulio e fu considerato fra' miglior ritrattisti del suo tempo» (Lanzi).
Discepolo di Innocenzo da Imola (da cui verrà prescelto in punto di morte per terminare una sua tela), poco più che sedicenne Fontana fu tra gli aiutanti di Perin del Vaga, già allievo di Raffaello, nella decorazione di Palazzo Doria a Genova, città dove operò, seppur discontinuamente, per quasi un decennio.
Attorno al 1550 iniziò a lavorare per Giulio III a Roma, dove, tra l'altro, sovrintese alla decorazione del Belvedere in Vaticano; lavorò in Castel Sant'Angelo; decorò Villa Giulia, assieme a Taddeo Zuccari e a Pietro Venale, e affrescò il loggiato di Palazzo Firenze in Campo Marzio (allora appartenente al fratello del papa).
Verso il 1560 si recò in Francia: uno dei vari pittori manieristi coinvolti dal Primaticcio in quella che risulterà essere la fondazione della Scuola di Fontainebleau, un'esperienza che anche per Fontana risultò assai formativa. Il soggiorno francese, tuttavia, fu breve, perché Fontana, gravemente ammalato, dovette essere rimpatriato in tutta fretta (non riuscendo neppure a guadagnarsi l'anticipo ricevuto che Primaticcio poi gli condonò).
Sempre verso il 1560 Fontana venne incaricato dal cardinale Tiberio Crispo per le decorazioni del suo palazzo nella città di Bolsena, oggi Palazzo del Drago.  
Poco dopo Fontana accompagna il Vasari (con cui aveva già collaborato a Rimini) a Firenze, dove lo coadiuva, insieme a Livio Agresti, nell'affrescare Palazzo Vecchio (1563-1565), e dove viene ammesso nell'Accademia Fiorentina del Disegno.
Rientrato nel 1570 a Bologna, ripartì l'anno successivo per Città di Castello, dove aveva ottenuto l'incarico di decorare Palazzo Vitelli a Sant'Egidio. L'opera lo impegnò, con aiuti, dal 1572 al 1574, ma la sua parte centrale, le 22 scene delle Storie dei fatti dei Vitelli nel Salone, è spesso citata per la rapidità con cui venne eseguita (poche settimane).
Da Città di Castello Fontana ritornò definitivamente a Bologna dove, comunque, aveva continuamente operato negli intervalli tra i vari altri lavori. Nel 1550 vi aveva affrescato la Palazzina della Viola (scene della Vita di Costantino), nel 1551 Palazzo Bocchi (affreschi delle Virtù e degli Dei), tra il 1550 e il 1556 Palazzo Poggi (Scene della vita di Mosè nella relativa sala e vari altri affreschi in altre sale); nel 1560 aveva dipinto la Disputa di Santa Caterina per il santuario della Madonna del Baraccano («che è tenuta molto bell'opera», scrive il Vasari); tra il 1566 e il 1568 aveva decorato a fresco la cappella Pepoli in San Domenico e nel 1570 aveva partecipato alla decorazione della nuova abside nella Chiesa di San Pietro.
Fontana continuò a dipingere fino al 1590, ma nell'ultimo periodo rimase «senza commissioni e senza seguaci». Secondo l'abate Luigi Lanzi, che imputa al Fontana un profondo decadimento della pittura nel centro felsineo, ciò era dovuto, prima ancora che alla concorrenza dei Carracci, alla sua pittura troppo frettolosa e poco curata (eccessivamente mutuata dal Vasari) per una sete di guadagni connessa con uno smodato «amore del lusso». Ebbe tra i suoi allievi Achille Calici.